# Vall de Caballé I
Vall de Caballé I és un abric que conté pintures rupestres d'estil llevantí. Està situat en el terme municipal de Mequinensa (Aragó). Es tracta un abric localitzat en un dels barrancs subsidiaris de Valmayor. Se situa en un aflorament rocós de la part alta del marge dret d'aquest barranc, molt prop de la seva desembocadura a l'Ebre. L'abric, orientat al Sud, presenta una sola representació en color vermell intens, amb presència d'importants escantells en la seva meitat inferior, identificada amb un motiu estiliforme o soliforme de vuit braços acabats en tres apèndixs, molt similar als documentats en Vall de Mamet.
L'abric està inclòs dins de la relació de coves i abrics amb manifestacions d'art rupestre considerats Béns d'Interès Cultural en virtut del que es disposa en la disposició addicional segona de la Llei 3/1999, de 10 de març, del Patrimoni Cultural Aragonés. Aquest llistat va ser publicat en el Butlletí Oficial d'Aragó del dia 27 de març de 2002. Forma part del conjunt de l'art rupestre de l'arc mediterrani de la península ibèrica, que va anar declarat Patrimoni de la Humanitat per la Unesco (ref. 874-662). També va ser declarat Bé d'Interès Cultural amb el codi RI-51-0009509.